# Агафиевка
Ага́фиевка (укр. Ага́фіївка) — село в Любашевском районе Одесской области. Находится на автодороге М-13 Кропивницкий — Платоново — Кишинёв. Центр сельского совета.
Находится в верховьях пересыхающей реки Чичиклея.
Во время Второй мировой войны было оккупировано вермахтом. В октябре-декабре 1941 года в период депортации евреев из Бессарабии в районе Агафиевки было расстреляно 180 евреев, умерли от голода и болезней 150 и насмерть замерзли 50. 
В село после войны были переселены выходцы с Западной Украины.
В селе имеется этнографический музей.